# Crepis merxmuelleri
Crepis merxmuelleri là một loài thực vật có hoa trong họ Cúc. Loài này được Kamari & Hartvig mô tả khoa học đầu tiên năm 1988.